# Tescelin de Fontaine

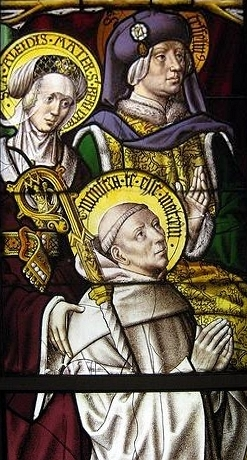
Bernhard von Clairvaux mit seinen Eltern Aleidis und Tesselinus im Gebet zur Gottesmutter; spätgotisches Kirchenfenster

Tescelin de Fontaine, Tescelin le Roux, „der Rothaarige“, Tescelin Sorrel, auch Tesselin, Tecelinus, auch Sorus, Le Saur († um 1130) war ein burgundischer Adliger und Zisterzienser und der Vater des hl. Bernhard von Clairvaux.

## Leben
Tescelin entstammte der Familie der Herren von Châtillon-sur-Seine und war als Gefolgsmann des Herzogs von Burgund Kastellan der Burg von Fontaine-lès-Dijon. Er verwaltete Domänen in der Gegend von Montbard und heiratete, noch sehr jung, Aleth von Montbard aus der edelfreien Familie von Montbard. Sie hatten sieben Kinder, sechs Söhne und eine Tochter; Bernhard war der drittälteste. Als Bernhard 1115 das Zisterzienserkloster Clairvaux gründete, gehörten, der Überlieferung zufolge, sein Vater und alle seine Brüder zum Gründungskonvent.

## Verehrung
Tescelin wurde, anders als seine Frau und seine Kinder Bernhard, Gerhard und Ombeline, nie selig- oder heiliggesprochen, ist aber in der kirchlichen Kunst oft mit Heiligenschein dargestellt. Sein Name (Tecelin, Tezelin) kommt gelegentlich als Taufname und als zisterziensischer Ordensname vor.